# Novi Miraš
Mirash en albanais et Novi Miraš en serbe latin (en serbe cyrillique : Нови Мираш) est une localité du Kosovo située dans la commune/municipalité de Ferizaj/Uroševac, district de Ferizaj/Uroševac (Kosovo) ou district de Kosovo (Serbie). Selon le recensement kosovar de 2011, elle compte 1 883 habitants.
La localité est également connue sous le nom de Donja Mahala. Le village voisin de Stari Miraš est rattaché à Mirash.

## Démographie

### Évolution historique de la population dans la localité
| 1948 | 1953 | 1961  | 1971  | 1981  | 1991  | 2011  |
| ---- | ---- | ----- | ----- | ----- | ----- | ----- |
| 861  | 932  | 1 093 | 1 231 | 1 470 | 1 650 | 1 883 |

|  |

### Répartition de la population par nationalités (2011)
En 2011, les Albanais représentaient 99,20 % de la population.